# Kortedala
Kortedala é um bairro suburbano de Gotemburgo, situado na freguesia administrativa de Östra Göteborg, juntamente com Gamlestaden, Kviberg, Utby e Bergsjön.

Foi construído nos anos 50, dispondo de quatro praças desenhadas segundo o espírito da época, das quais a praça Kortedala Torg  é a mais emblemática.
A sua população em 2015 é de 16 000 habitantes.

## Infraestrutura
- Kortedala bibliotek - Biblioteca pública [5]
- Apoteket Ekorren - Farmácia [6]
- Folktandvården Kortedala - Assistência dentária pública [7]
- Vårdcentralen Kortedala - Central de assistência médica pública [8]
- Handelsbanken Kortedala - Agência bancária [9]
- Allhelgonakyrkan - Igreja de Todos os Santos [10]

## Clubes
- Kortedala IF - Clube de futebol [11]